# Кушманское сельское поселение
Кушманское сельское поселение — муниципальное образование в составе Кайбицкого района Татарстана.
Административный центр — село Кушманы.

## География
Кушманское сельское поселение граничит с Большекайбицким, Большерусаковским, Бурундуковским, Муралинским, Эбалаковским сельскими поселениями и Апастовским муниципальным районом.

## История
Образовано в соответствии с законом Республики Татарстан от 31 января 2005 г. № 25-ЗРТ «Об установлении границ территорий и статусе муниципального образования „Кайбицкий муниципальный район и муниципальных образований в его составе“ (с изменениями от 29 декабря 2008 г.)».

## Население
| 2010 | 2011 | 2012 | 2013 | 2014 | 2015 | 2016 |
| ---- | ---- | ---- | ---- | ---- | ---- | ---- |
| 789  | ↘787 | ↗789 | ↘775 | ↘764 | →764 | ↗767 |
| 2017 | 2018 |      |      |      |      |      |
| ↗776 | ↘761 |      |      |      |      |      |

## Населённые пункты
- Кушманы
- посёлок Русаковского лесничества

## Инфраструктура
Адрес администрации: 422331, Республика Татарстан, Кайбицкий район, село Кушманы, ул. Центральная, д. 16. Телефон: (84370) 32-7-37